# 파 크라이
파 크라이(Far Cry)는 2004년 크라이텍이 개발하여 유비소프트가 유통시킨 1인칭 슈팅 게임이다. 이드 소프트웨어의 둠 3, 밸브 코퍼레이션의 하프라이프 2와 당시 FPS의 양대산맥을 이루던 게임 중 하나이다.
주인공 전 해병대 출신 잭 카버(Jack Carver)가 탄 보트가 미크로네시아 부군의 정체불명의 군도에 좌초되면서 게임이 시작된다.
이 작품은 우베 볼 감독의 영화로도 제작되었다.

## 그래픽
크라이엔진은 지포스 3의 시연을 위해 X-Isle이라는 이름의 동영상으로 공개되었다. 이때 크게 눈에 띄던 특징은 오퍼레이션 플래시포인트에서 볼 수 있었던, 하지만 식수의 렌더링 성능은 휠씬 뛰어난 장거리 표현/가시 거리 기술(Long View Distance;LVD)과 레벨 영역의 로딩없는 진행이었다. 거의 항상 등장하는 물의 표면 처리에는 픽셸 셰이더를 통한 범프 매핑을 구현했다. 캐릭터 표면에는 노멀 매핑 기술이 적용되었다. 노말 매핑은 픽셀 셰이더와 더불어 게임의 그래픽 전반에 적용된 기술이다. 크라이텍은 이 기술을 자칭 폴리범프라고 부르지만 노말 매핑은 지금은 물론 공개 당시에도 다른 엔진에도 보편화된 기술이었기 때문에 폴리범프라는 명칭은 거의 쓰이지 않는다.
파 크라이는 버전 1.3부터 하이 다이내믹 레인지 렌더링(High Dynamic Range)를 적용할 수 있도록 했다. 버전 1.4는 그보다 더 향상된 HDR 효과를 구현할 수 있다. 하지만 버전 1.4의 향상된 HDR은 콘솔이나 컨피그 파일의 편집으로 명령어를 직접 입력해 주어야 하는 비공식적인 기능이다.

## 인공지능
파 크라이에서 주인공은 항상 불리한 위치에서 잠입을 전제로 행동한다. 따라서, 퀘이크, 둠 시리즈와 같이 적을 빠르고 정확히 맞춰 죽이는 것이 아니라, 적을 죽이지 않고도 게임을 진행할 수 있는 전략적인 이동을 필요로 한다. 이에 따라 적(FPS의 봇)들도 게이머의 다양한 전략에 대처할 수 있도록 높은 인공지능을 갖추고 있다. 게이머가 발각당하지 않았을 때, 적은 낚시, 끽연, 대화 등의 사소한 행동을 하고 있다. 이 때, 게이머가 적에게 들킬만한 행동을 했을 경우, 그것을 감지한 적 한 명이 그대로 달려오는 기존의 게임과는 다르게, 주위의 적들에게도 이 사실을 알려 서서히 포위해오는 사회적인 모습을 보인다.

## 요구 사양
파 크라이의 요구 사양은 설정에 따라 바뀌는 폭이 매우 크다.
최소 사양:
- 운영체제 : 윈도우 98/ME/2000/XP/XP 64비트 에디션
- 1GHz CPU
- 256MB RAM
- 다이렉트 X 9.0b와 호환되는 VRAM 64MB 이상의 그래픽 카드
- 다이렉트 X 9.0b와 호환되는 사운드 카드
- 16배속 CD-ROM 또는 4배속 DVD-ROM 드라이브
- 하드디스크 여유용량 4GB 이상

권장 사양:
- AMD 애슬론 2400~3000+ 또는 인텔 펜티엄 4 2GHz이상
- 1GB RAM
- VRAM 128MB 이상의 지포스 FX 5950/레이디언 9800XT급의 그래픽카드
- 사운드 블래스터 오디지 시리즈
- 32배속 CD-ROM 또는 16배속 DVD-ROM 드라이브

## 무기
- 마체테
- 정글 팔콘 .357 — 데저트 이글의 가상 모델
- 잭해머 산탄총 — 반자동 샷건
- FN P90 — 5.7mm 탄환을 빠른 속도로 발사한다(게임 내에서는 MP5SD와 탄환을 공유함).
- MP5SD — 서프레서가 달려 있으며 9mm 탄환을 발사한다(게임 내에서는 P90과 탄환을 공유함).
- M4A1 카빈 — 5.56mm 탄환 발사
- G36과 AG36 유탄발사기 — 5.56mm 탄환을 발사하는 돌격소총과 40mm 유탄발사기, 4배율 망원경이 부착되어 있다.
- XM29 OICW — 5.56mm 탄환을 발사하며 25mm 유탄발사기, 3배율 전자망원경이 부착되어 있다.
- AW50 저격소총 — AW의 12.7mm을 사용한 버전.
- M249 분대지원화기 — 5.56 mm 구경의 기관총.
- 로켓 발사기 - 비유도성 미사일 발사장치.
- 박격포 (고정형)
- M134 미니건 (고정형) — 7.62 mm 구경
- 수류탄
- 섬광수류탄 - 일시적으로 눈과 귀를 멀게 한다.
- 연막수류탄 - 연막을 만들어, 비밀스럽게 이동할 수 있게 만든다.

## 반응

### 수상
파 크라이는 독일 개발자 상 2004에서 여러 상을 받았다:
| 연도 | 장소 | 분류                       |
| ---- | ---- | -------------------------- |
| 2004 | 1st  | 최고의 그래픽스            |
| 2004 | 1st  | 최고의 레벨 및 게임 디자인 |
| 2004 | 1st  | 최고의 정가 게임           |
| 2004 | 3rd  | 최고의 컷신                |
| 2004 | 3rd  | 최고의 스토리              |